# Aulus Terentius Varro Murena
Pour les articles homonymes, voir Varron, Licinius Murena et Terentius Varro.
 (décembre 2023).
Si vous disposez d'ouvrages ou d'articles de référence ou si vous connaissez des sites web de qualité traitant du thème abordé ici, merci de compléter l'article en donnant les références utiles à sa vérifiabilité et en les liant à la section « Notes et références ».
Aulus Terentius Varro Murena (mort en 24 av. J.-C.) est un Romain du Ier siècle av. J.-C. qui commence la soumission des peuples des Alpes. Désigné comme consul, il meurt avant d'accéder à cette magistrature.

## Biographie
Homme politique du Ier siècle av. J.-C., né vers 56 av. J.-C., il est ruiné pendant la longue guerre civile, à la fin de la république romaine. 
Il était le fils naturel et légitime d'Aulus Terentius Varro, mais il fut adopté par Lucius Licinius Murena, et fut donc frère adoptif de Lucius Licinius Murena Varro.
Il était lié aux familiers d'Auguste, par sa sœur Terentia, mariée à Caius Cilnius Maecenas (Mécène), le conseiller de premier plan et ami personnel de l'empereur et aussi protecteur des arts, tandis que son demi-frère, Gaius Proculeius (de), était un ami intime d'Octavien lors de sa montée en puissance.    
En 25 av. J.-C., il est dépêché par Auguste pour mener une expédition militaire dans les Alpes du nord-est d'Italie, où il soumet les Salasses, un peuple celtique ou ligure de la Vallée d'Aoste,, qui s'était révélé gênant pour les armées romaines qui franchissaient le Col du Petit-Saint-Bernard, lequel représentait la route la plus courte de l'Italie au Haut-Rhin, devenu stratégiquement vital pour Rome depuis l'achèvement de la conquête de la Gaule par Jules César en 51 av. J.-C..
Selon Strabon, il vend et déporte en esclavage 44 000 personnes de la tribu des Salasses vaincus, et selon Dion Cassius, il vend seulement les hommes d'âge militaire, avec interdiction de les affranchir avant vingt ans.
En 24 av. J.-C., il  établit une colonie romaine de 3 000 habitants latins dans le cœur du pays, à Augusta Praetoria Salassorum, aujourd'hui Aoste. 
Il est désigné consul avec l'empereur Auguste en 24 av. J.-C., pour l'année suivante mais il meurt peu de temps avant de commencer son mandat consulaire, et il est remplacé dans le consulat par Cnaeus Calpurnius Piso.